# Alexander Gustafsson
Alexander Gustafsson (Arboga, 15 januari 1987) is een Zweeds voormalig MMA-vechter.

## Carrière
Gustafsson begon zijn MMA-carrière bij kleinere organisaties, voornamelijk in Scandinavië. In 2009 tekende hij een contract bij de UFC, 's werelds grootste MMA-organisatie. In de UFC won hij zijn eerste gevecht op KO van Jared Hamman. Zijn tweede partij verloor hij van Phil Davis, die hem submitte door middel van een anaconda choke.
Na het verlies tegen Davis won Gustafsson zes partijen op rij, van respectievelijk Cyrille Diabaté, James Te-Huna, Matt Hamill, Vladimir Matyushenko, Thiago Silva en Maurício Rua. Naar aanleiding van deze reeks overwinningen kreeg Gustafsson een titelgevecht tegen Jon Jones op 21 september 2013. Deze partij duurde vijf ronden en leidde tot een overwinning op punten voor Jones. Hoewel Gustafsson direct na het gevecht aangaf een rematch voor de titel te willen, was Jones' volgende partij voor de titel in het lichtzwaargewicht tegen Glover Teixeira. 
Op 8 maart 2014 won Gustafsson van Jimi Manuwa op TKO in de tweede ronde, tijdens UFC Fight Night: Gustafsson vs. Manuwa. In de persconferentie die op het event volgde, gaf Dana White aan dat Gustafssons volgende gevecht wederom een titelgevecht zou zijn, tegen de winnaar van het gevecht tussen Jones en Teixeira. De rematch met Jones, die Teixeira versloeg, stond gepland voor UFC 178, maar door een blessure moest Gustafsson zich terugtrekken. Hij werd vervangen door Daniel Cormier.
Op 24 januari 2015 vocht Gustafsson tegen Anthony Johnson als hoofdprogramma van UFC on Fox 14 in Stockholm. Winst zou hem een rematch tegen Jones opleveren. Hij verloor echter op TKO in de eerste ronde. Gustafssons volgende partij was niettemin toch voor de titel, alleen tegen de inmiddels nieuwe kampioen lichtzwaargewicht Cormier in oktober 2015. Hij verloor ditmaal op basis van een verdeelde jurybeslissing. Gustafsson won in september 2016 voor het eerst in 2,5 jaar weer een gevecht door Jan Błachowicz te verslaan middels een unanieme jurybeslissing. Hij sloeg vervolgens in mei 2017 Glover Teixeira knock-out. Gustafsson kreeg in december 2018 voor de derde keer de kans om UFC-kampioen lichtzwaargewicht te worden en verloor ook deze keer. Het was opnieuw Jones die hem de baas was, door middel van een technische knock-out in de derde ronde. Gustafsson verloor op 1 juni 2019 vervolgens ook van Anthony Smith. Direct na de wedstrijd maakte hij bekend dat hij stopte met MMA.
Op 31 augustus 2017 kwam er op Viaplay een documentaire uit over Alexander Gustafsson onder de titel 'Inside: Alexander Gustafsson'.